# Остроопашат брегобегач
Остроопашат брегобегач (Calidris acuminata) е вид птица от семейство Бекасови (Scolopacidae). В България се среща като случаен посетител (вагрант).

## Разпространение и местообитание
Разпространен е в Австралия, Бруней, Вануату, Гуам, Източен Тимор, Индонезия, Китай, Малки далечни острови на САЩ, Маршалови острови, Микронезия, Науру, Нова Зеландия, Нова Каледония, Остров Рождество, Палау, Папуа Нова Гвинея, Русия, САЩ, Северна Корея, Северни Мариански острови, Соломоновите острови, Тонга, Фиджи, Филипините, Хонконг, Южна Корея и Япония.